# کلان، سغد
کلان، سغد (به لاتین: Kalon) یک منطقهٔ مسکونی در تاجیکستان است که در ولایت سغد واقع شده‌است.